# Vanessa Boslak
Vanessa Boslak (ur. 11 czerwca 1982 w Lesquin) – francuska lekkoatletka (tyczkarka), olimpijka.
Uczestniczyła w wielu ważnych imprezach międzynarodowych. Jako juniorka zdobywała medale mistrzostw świata i Europy. Jako seniorka debiutowała w Mistrzostwach Europy w 2002 w Monachium zajmując 11. miejsce.
Na Igrzyskach Olimpijskich w 2004 w Atenach zajęła 6. miejsce. Natomiast na Mistrzostwach Świata w 2005 w Helsinkach w Finlandii zajęła 8. miejsce. W tym samym roku zdobyła złoty medal podczas Igrzysk Śródziemnomorskich rozegranych w hiszpańskiej Almeríi.
28 czerwca 2006 podczas Pucharu Europy pobiła rekord życiowy i z wynikiem 4,70 m ustanowiła swój kolejny rekord Francji (który przetrwał do 2018 roku) zajmując 2. miejsce za Polką Moniką Pyrek bijącą swój rekord życiowy na otwartym stadionie 4,75 m. Swój najlepszy wynik uzyskała powtórnie podczas Mistrzostw Świata w Osace (2007) gdzie zajęła 5. miejsce. Dziewiąta zawodniczka Igrzysk w Pekinie (2008).
Podczas halowych mistrzostw świata w 2012 poprawiła, wynikiem 4,70 m, własny halowy rekord kraju i zdobyła srebrny medal tych zawodów. W tym samym roku zajęła 10. miejsce podczas igrzysk olimpijskich w Londynie.
Zdobyła mistrzostwo Francji na otwartym stadionie w 2001, 2003, 2004, 2005 i 2007 oraz w hali w 1999, 2001, 2003, 2004, 2005, 2006, 2007, 2008 i 2012.